# Idratazione di Cirri
L'idratazione di Cirri è una reazione di conversione di un nitrile alla rispettiva ammide, sviluppata dal Dr. Damiano Cirri e collaboratori presso il Dipartimento di Chimica e Chimica Industriale dell'Università di Pisa.
La reazione sfrutta un sistema catalitico eterobimetallico palladio-arsenico per ottenere ammidi in condizioni blande. Il processo ha ricevuto concessione di brevetto italiano (N. 102023000001458 del 31/01/2023) ed è attualmente in fase di valutazione per la sua estensione a livello europeo.
Formalmente si tratta di una classica reazione di idratazione, in cui una molecola di acqua viene addizionata al nitrile di partenza:
{\displaystyle {\ce {R-CN + H2O -> R-CONH2}}}
I vantaggi dell'idratazione di Cirri risiedono nella bassa temperatura di esercizio e nel pH prossimo alla neutralità, rendendola efficace su substrati scarsamente tolleranti. Le blande condizioni di reazione solitamente evitano la formazione di sottoprodotti, rendendo possibile un facile recupero del prodotto oltre che del nitrile non idratato.

## Meccanismo di reazione

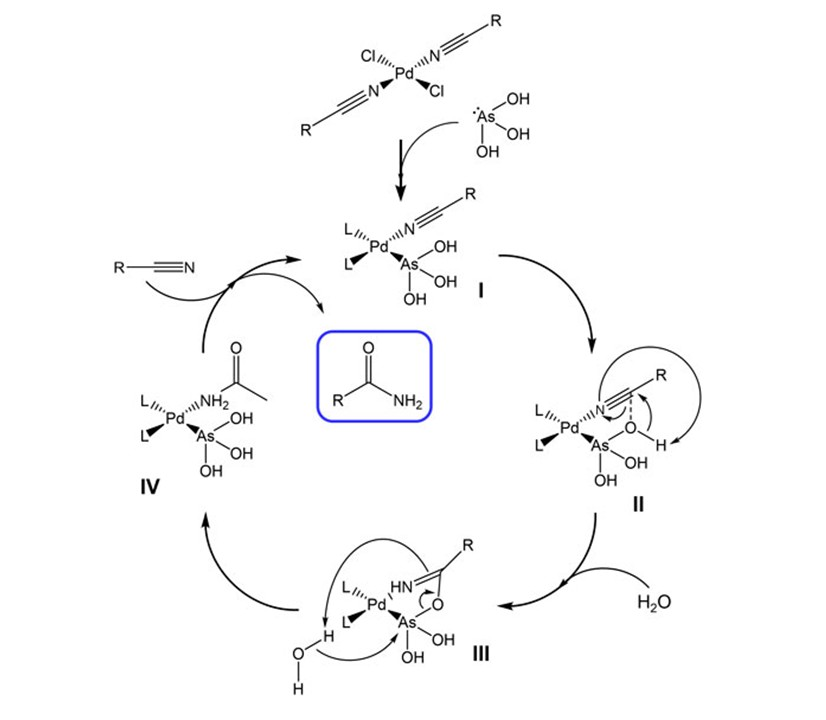
Ciclo catalitico proposto per l'idratazione di Cirri

La reazione sfrutta la formazione di un complesso di palladio(II) cataliticamente attivo a geometria quadrata planare, caratterizzato da un legame di coordinazione con un atomo di arsenico(III):
- inizialmente si ha la formazione di un complesso quadrato planare, in cui il centro di Pd(II) coordina in geometria cis una molecola di substrato e un'unità di acido arsenioso generata in situ;
- il secondo step prevede l'attacco nucleofilo al carbonio nitrilico da parte di un gruppo ossidrilico legato all'arsenico. Si ha quindi la formazione di un eterociclo transiente a 5 termini, costituito da un'immina legata al complesso cataliticamente attivo;
- nel passaggio successivo avviene l'idrolisi dell'eterociclo, con ripristino dell'unità di acido arsenioso e formazione di una molecola di ammide coordinata al palladio;
- l'ammide viene infine rilasciata e sostituita una nuova molecola di substrato.